# Codice dello statuto della persona
Il codice dello statuto della persona (in arabo: مجلة الأحوال الشخصية, Majalla al-aḥwāl al-shakhṣiyya) sono una serie di leggi tunisine con l'intento di instaurare l'uguaglianza tra uomo e donna in diverse aree della società. Venne promulgata dall'allora bey di Tunisi Muhammad al-Amin il 13 agosto 1956, entrando poi in vigore il 1º gennaio 1957.
Il codice venne considerato uno degli atti più progressisti dell'allora primo ministro Habib Bourguiba, futuro Presidente della Repubblica, in quanto abolì la poligamia, creò una procedura per il divorzio e vietò i matrimoni forzati.
Il successore di Bourguiba, Zine El-Abidine Ben Ali, non mise minimamente in discussione il codice, bensì migliorandolo nel luglio 1993.

## Contesto storico
Il femminismo in Tunisia è una questione storica, molto più radicato rispetto alle altre zone del Maghreb, con un punto di vista atipico rispetto agli altri paesi. 
Il processo di modernizzazione venne poi accentuato dal periodo beyico, quando, alla viglia del protettorato francese, si attuarono delle riforme che permisero una maggiore connessione sotto un punto di vista moderno all'interno della nazione. 
Già nel 1868 Hayreddin Pasha spiegò che il futuro della civilizzazione islamica dipenderà dalla sua modernizzazione. Nel 1897 Shayk Muhammad Snoussi pubblicò "Lo sbocciare dei fiori o uno studio della donna nell'Islam" dove sostenne l'educazione femminile. 
Nel 1912 Abdelaziz Thaalbi, Cesar Ben Attar e Haydi Sabai pubblicarono "Lo spirito liberale del Corano" dove si poneva l'urgenza dell'educazione femminile e la rimozione dell'obbligo del velo.
Nel 1930 Tahar Haddad, il quale era stato influenzato dalla corrente riformista incominciata nel 19º secolo dai vari intellettuali dell'epoca, tra cui Kheirredine Pasha, Ibn Ahmad ibn Abi Diyaf, e Mohamed Bayram V, pubblicò "Le nostre donne nella Sharia e nella società" mostrando una possibilità di compatibilità tra islam e modernità, le quali argomentazioni vennero poi prese come spunto nei discorsi di Bourguiba in his speeches. 
Nel frattempo Radhia Haddad, scrisse nella sua autobiografia "Il linguaggio delle donne", dove parlava dell'ingiustizia delle donne e dove esponeva la necessità di scrivere un codice, includendo l'obbligatorietà consensuale matrimoniale, una procedura per il divorzio e l'abolizione della poligamia.
Nel 1947 il giornale riformista Ennahda pubblicò un poema di Aboul-Qacem Echebbi, dove espose anch'egli una difesa dei diritti delle donne. 
Nel novembre 1940 Muhammad Zarrouk fondò la prima rivista femminile francofona, "Layla", il quale nome fu simbolo di ispirazione per Bashir Ben Ahmed il quale, il 23 maggio 1955, fondò la rivista "Laila parla con te", più tardi conosciuto come "Azione Femminile"). 
A causa della mancanza di donne, assenti nella stampa tunisina dell'epoca, la rivista fallì, ma Ben Ahmed fece modo che si conoscesse Dorra Bouzid, allora studentessa a Parigi, la quale venne assunta per il rilancio della rivista. Il 13 giugno 1955 espresse in un suo articolo la necessità di una legge sull'emancipazione femminile. In occasione dell'emendamento del Codice, il 3 settembre 1956, scrisse un articolo nominato "Le donne tunisine sono adulte/indipendenti).